# Обеспечение корпоративного иска в праве России
Обеспечение корпоративного иска — разновидность обеспечения иска, применяемого судами при рассмотрении корпоративных споров.

## Виды обеспечения
К специальным мерам обеспечения корпоративных исков относятся (ст. 225.6 АПК РФ):
1. наложение ареста на акции, доли в уставном (складочном) капитале хозяйственных обществ и товариществ, паи членов кооперативов;
2. запрещение ответчику и другим лицам совершать сделки и другие действия в отношении акций, долей в уставном (складочном) капитале хозяйственных обществ и товариществ, паев членов кооперативов;
3. запрещение органам юридического лица принимать решения либо совершать иные действия по вопросам, относящимся к предмету спора или непосредственно с ним связанным;
4. запрещение юридическому лицу, его органам или участникам, а также иным лицам исполнять решения, принятые органами этого юридического лица;
5. запрещение Реестродержатель владельцев ценных бумаг и (или) депозитарию осуществлять записи по учету или переходу прав на акции и иные ценные бумаги, а также совершать другие действия в связи с размещением и (или) обращением ценных бумаг.

## Порядок принятия
Заявление об обеспечении иска по корпоративным спорам может быть подано как в бумажном виде, так и в форме электронного документа, подписанного усиленной квалифицированной электронной подписью. Рассматривается судьей единолично.

## срок рассмотрения заявления
Заявление об обеспечении может быть рассмотрено:
- не позднее следующего дня после дня поступления заявления в суд без извещения сторон (ч. 1.1 ст. 93 АПК РФ);
- в случае, если при рассмотрении заявления о принятии обеспечительных мер у суда возникла необходимость заслушать объяснения лиц, участвующих в деле, судья может назначить рассмотрение заявления об обеспечении иска в судебном заседании, которое должно быть проведено в срок, не превышающий пятнадцати дней со дня поступления такого заявления в арбитражный суд (ч. 7 ст. 225.6 АПК РФ).

## способы подачи заявления
- отдельное заявление об обеспечении иска,
- исковое заявление, заявление, апелляционная жалоба, кассационная жалоба, содержащие ходатайство о принятии обеспечительных мер.

## ограничения в принятии обеспечения
В судебной практике встречается подход, согласно которому суды могут запретить общему собранию акционеров принимать решения лишь по отдельным вопросам, включенным в повестку дня, если эти вопросы являются предметом спора или непосредственно с ним связаны, а также исполнять принятое общим собранием решение по определенному вопросу (п. 3 Постановления Пленума  ВАС РФ от 09.07.2003 N 11
"О практике рассмотрения арбитражными судами заявлений о принятии обеспечительных мер, связанных с запретом проводить общие собрания акционеров").